# Jean Peyresblanques
Pour le joueur français de rugby à XV, voir Lucas Peyresblanques.
Jean Peyresblanques, né à Mées (Landes) le 5 mai 1927 et mort à Dax le 3 octobre 2014, est un médecin ophtalmologiste et écrivain folkloriste français, auteur d’ouvrages essentiellement consacrés aux Landes de Gascogne. Il est le dixième président de la Société de Borda de 1994 à 2009.
Il exerce comme ophtalmologue à Dax et recueille patiemment contes, légendes, traditions, faits historiques qui constituent la matière de son œuvre. En 1963, il fonde le groupe Lous Gouyats de l’Adou, déclaré comme association en 1965, pour promouvoir le folklore landais. Pour cela il s’appuie sur les œuvres de Félix Arnaudin.
Il meurt le 3 octobre 2014 à l'âge de 87 ans.

## Publications
- Contes et légendes des Landes, David Chabas, Capbreton, 1977 (Rééd. en deux tomes 2000 et 2005, Atlantica, Prix Claude Seignolle 2006)
- Nouveaux contes et légendes des Landes, David Chabas, Capbreton, 1986
- Derniers contes et légendes des Landes, David Chabas, Capbreton, 1991
- Contes de la forêt des Landes d’Aquitaine, (illustrations Anne Larose), J&D, 1996
- Landes de mémoire, tome 1, Atlantica, 2002
- Gaston Larrieu, peintre landais, Atlantica, 2002
- Diables et sorcières des landes de Gascogne, (illustrations Anne Larose), Biarritz, Atlantica, 2004
- Les Landes, eaux, sables, lumières, (photographies de Ludovic Cazenave), Atlantica, 2008
- Les Landes de Jean Peyresblanques, Société de Borda, 2009
- Landes de mémoire, tome 2, Atlantica, 2011
- Les meilleurs contes et légendes des Landes, Atlantica, 2013
- Bulletin de la Société de Borda, 1994-2009.